# Coupe Kirin 2004
La Kirin Cup 2004 est un tournoi de football japonais, qui constitue la vingt-cinquième édition de la Coupe Kirin. Elle se déroule en juillet 2004 au Japon. Elle oppose le Japon, la Serbie-et-Monténégro et la Slovaquie.

## Résultats
| 9 juillet 2004 | Japon                                       | 3 – 1 | Slovaquie  | Big Arch Stadium, Hiroshima                     |                                                 |
|                | Fukunishi 44e · Suzuki 66e · Yanagisawa 81e |       | Babnič 65e | Spectateurs : 34 458 Arbitrage : Matthew Breeze | Spectateurs : 34 458 Arbitrage : Matthew Breeze |

| 11 juillet 2004 | Slovaquie | 0 – 2 | Serbie                       | Hakatanomori Stadium, Fukuoka |
|                 |           |       | Milošević 6e · Jestrović 90e |                               |

| 13 juillet 2004 | Japon    | 1 – 0 | Serbie | Yokohama International Stadium, Yokohama       |                                                |
|                 | Endo 49e |       |        | Spectateurs : 57 616 Arbitrage : Edward Lennie | Spectateurs : 57 616 Arbitrage : Edward Lennie |

## Tableau
| Équipe    | Pts | J | V | N | D | Bp | Bc | Dif |
| --------- | --- | - | - | - | - | -- | -- | --- |
| Japon     | 6   | 2 | 2 | 0 | 0 | 4  | 1  | +3  |
| Serbie    | 3   | 2 | 1 | 0 | 1 | 2  | 1  | +1  |
| Slovaquie | 0   | 2 | 0 | 0 | 2 | 1  | 5  | -4  |

## Vainqueur
| Vainqueur Kirin Cup 2004 Japon 7e titre |